# おばあさん仮説
おばあさん仮説（おばあさんかせつ、英: grandmother hypothesis）とは、哺乳類の中ではまれな現象であるヒトの女性の閉経と、生殖年齢を過ぎたあとも非常に長い期間生きることが、どのような利点を持っていたために進化したのかを説明する理論である。
ダーウィン主義的な視点からは、自然選択は有害な対立遺伝子の発現を遅らせるよう働くはずであり、閉経が繁殖率を低下させるのならば、なぜそのような現象が広く見られるのかは興味深い現象である。

## 背景
女性の卵巣の卵母細胞は、おそらく変異の蓄積を避けるための進化的適応として 、発生初期にその数が決まり、普通は出生時に卵子100万個分である。閉経が訪れるときまでに実際に使われるのはそのうち400個である。問題は、自然選択がなぜ女性の生活史を調節しなかったのか、つまり他の霊長類や人の男性と同様に、死の間際までなぜ繁殖可能でないのかである。
もっとも頻繁に取り上げられる適応的な仮説は母仮説、おばあさん仮説とその様々なバリエーションである。これらの理論は女性の繁殖コストが、繁殖し続けることの利益を上回っていると主張する。実際に高齢での出産はダウン症などの先天性疾患の確率を増加させる要因となっている。
別の可能な説明の一つは卵母細胞の枯渇である。卵の数は固定されており、より繁殖するためにはより大きな卵巣が必要となるかもしれない。これは制限要因となり得る。だが閉経率は40代以降で急速に高まる。卵母細胞の枯渇は70歳頃までは起こらないはずである。卵母細胞枯渇説はなぜ女性の繁殖が途中で終わるかの説明にはなるが、なぜ繁殖が終わった後にも非常に長い期間生きるのかを説明できない。

## おばあさん効果
G.C.ウィリアムズは閉経が適応であるかもしれないと初めて提唱した。ウィリアムズは進化の視点から、「次第に低下しつつある能力を、すでに存在する子孫の世話と、新たな子孫を作ることに振り分けること」は、女性にとって有利に働いたかもしれないと提案した。母親が続く高齢での出産で死ねば、まだ母親に頼らなくてはならない幼い子どもたちもすぐに死ぬ可能性が高く、年をとった母親は繁殖を止め、すでにいる子どもたちの世話に集中する必要がある。繁殖を止めることで高齢での出産に伴う死のリスクを避けることができ、現在の子どもたちが生き延びるための潜在的なリスクを減少させることができる。その上、閉経後の女性は他の仲間たちに知識や技術を教えることで集団適応度を高められるかもしれない。その他の仲間が女性の親族であれば、閉経後の女性は包括適応度を高めることができる。この種の血縁選択は180万年頃前に気候変動によって女性が食料の採集と共有を行うようになることで発生したかもしれない。この変化は子どもの母親依存を高め、母親は集めて食べられるように処理する技術が必要な、ありふれてはいるが低栄養の食料（根菜のような）にも手を出さざるを得なくなったかもしれない。そのような必要性は女性の出産間隔を制限し、つまり生涯出産数も制限した。これがおばあさん仮説のシナリオである。

## 検証

### 支持する証拠
おばあさん効果が事実なら、閉経後の女性はまだ繁殖可能な他のメンバーよりもよく働き、そしてその利益を血縁者とより共有するはずである。タンザニアのハッツァ族の調査ではそのような証拠が得られたが、それによって多くの孫を持つという証拠は得られなかった。またハッツァ族では男性が一日のタンパク質平均摂取量の96%を提供している。他の研究はまたハッツァ族と人類の祖先の行動の類似性について限界があることを示した。量的モデルは適応度の増加を明らかにしたが、重大な増加ではなかった。
利益がわずかであることに対して可能な説明の一つは、閉経年齢が固定されていることである。繁殖能力は長期にわたって調整される。しかしすでに閉経した女性は、投資先の振り分けなおしを自ら選ぶことができない。

#### おばあさん効果と長寿
おばあさん効果は人間の（特に女性の）長寿の主な要因だと見なされる 一方、逆が事実かも知れないことをデータは示唆している。つまり人間の長寿がおばあさん効果の原因かもしれない。歴史的なデータの分析では、女性の繁殖終了後の人生の長さが、子どもの繁殖成功や孫の生き残りを反映していることを示している。

#### 父方vs母方の祖父母
同様の研究で、好ましい影響は母方の祖母による一方、父方の祖母は乳児死亡率に好ましくない影響を与えるようである 。母方の祖母は孫の生き残りに影響を与えるが、父方の祖母は出生率を上昇させる。このような発見は「父性の不確実さ」（メスは自分が産んだ子は間違いなく自分と遺伝的な関係があるとわかるが、オスは自分のパートナーが産んだ子が間違いなく自分と遺伝的な関係にあると確信できないので、自然選択上、オスによる子への投資はメスよりも低下する方向に進化すると予測できる）を通しておばあさん仮説と整合性がある。祖母は母方の祖母とも父方の祖母ともなることができるので、投資の振り分けは娘の子どもたちにより多く振り分けられると予測できる。

### 反する証拠
歴史的なデータの分析では祖母の投資を定量的に評価することができないという問題がある。それらは単に祖父母の存在と乳児の死亡率の間の相関を示すだけである。子どもと孫に対する投資を計算した研究は、50歳という早い時期に繁殖終了することを説明できるようなはっきりとした効果を見いだしていない。
おばあさん仮説に関するもう一つの問題は、おばあさん仮説から導かれる予測の一つは、女性がフィロパトリー的に分散する（母と娘があまり離れたところに住まず強い関係を持ち続けていた）ことであるが、現在の狩猟採集民族から得られる証拠は、それらの民族のほとんどが家父長制社会を持っていることである。
仮説に反対する他の人々は、祖母自身が若い世代が利用できる資源を利用していると主張する。また卵巣の活動低下による有害な影響、たとえば骨粗鬆症、関節炎、アルツハイマー症などを説明することができない。

## 結論
おばあさん仮説が支持されるためには、長寿、閉経、親の投資の振りなおしが祖先の時代に一般的に起きていたと明らかにする必要がある。だが現代の狩猟採集民や歴史的なデータは解釈が難しい。いくつかの理論的な仮定、たとえば母方の祖父母と父方の祖父母の戦略の違いなどは明らかにされている。しかし根本的な欠陥は男性が果たす役割の大きさが考慮されていないことと、継続した繁殖よりも早期に繁殖を切り上げる方が大きな進化的利益が得られるとはっきり示すことが難しい点である。